# Daphnia occidentalis
Daphnia occidentalis é uma espécie de crustáceo da família Daphniidae.
É endémica da Austrália.